# Ruy Ohtake
Ruy Ohtake (San Paolo, 27 gennaio 1938 – San Paolo, 27 novembre 2021) è stato un architetto brasiliano.

## Biografia
Figlio dell'artista giapponese Tomie Ohtake, si laureò in architettura nel 1960 all'università di San Paolo.
Ruy Ohtake divenne conosciuto per la sua architettura dinamica e inusuale. Esempi significativi sono l'hotel Unique a forma di mezza luna (considerato dal critico Paul Goldberger uno delle sette meraviglie del mondo moderno), l'hotel Renaissance e l'edificio Santa Caterina.
Ohtake si segnalò tra l'altro per il design del Thomie Ohtake Cultural Institute e l'edificio commerciale nelle vicinanze.

## Vita privata
Ohtake si sposò due volte, la prima volta con l'attrice brasiliana Célia Helena (morta nel 1997) e la seconda con l'architetta Silvia Vaz. Ebbe due figli, Elisa e Rodrigo.

## Galleria d'immagini

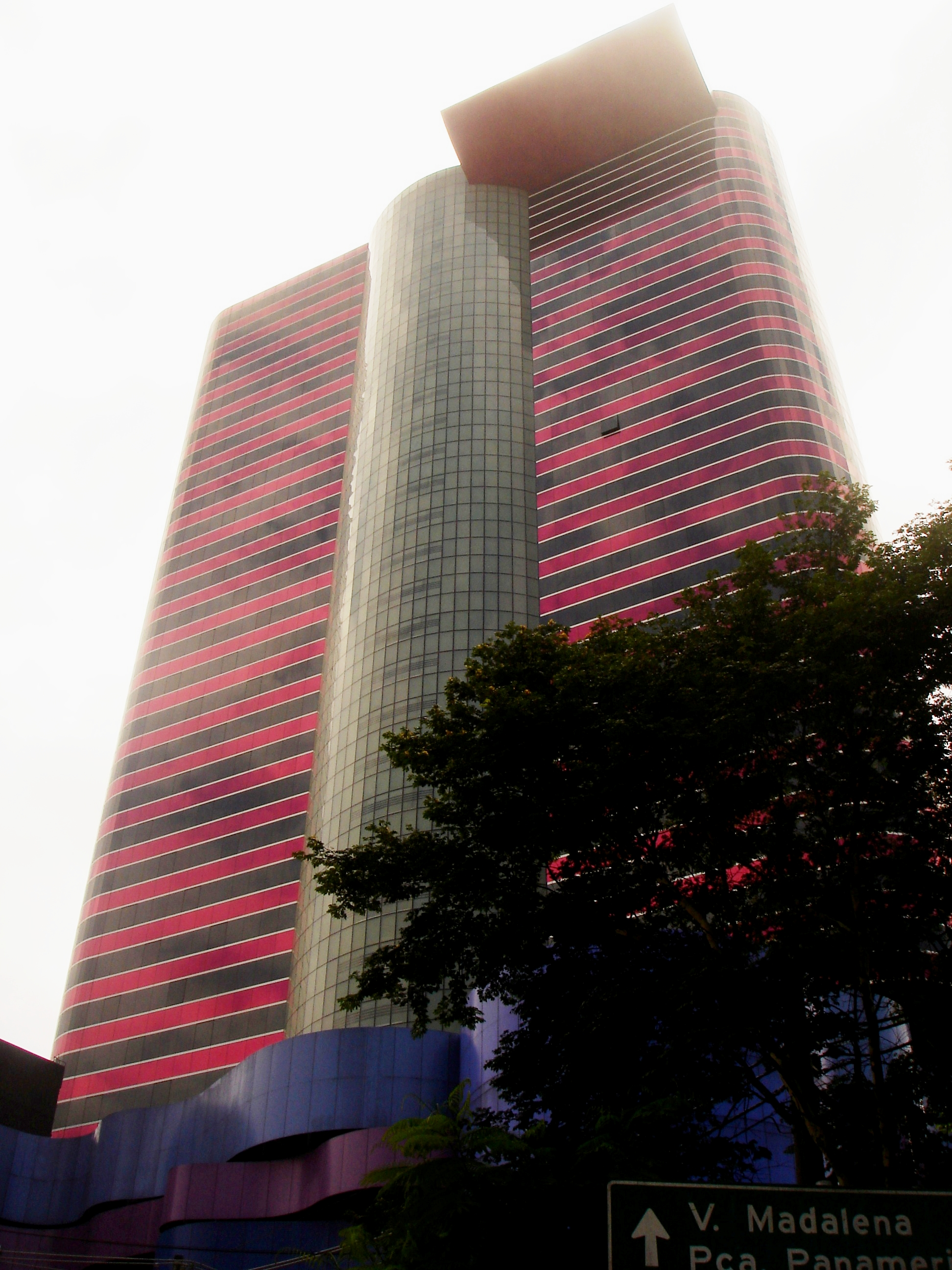
Instituto Cultural Tomie Ohtake (Ohtake Cultural)
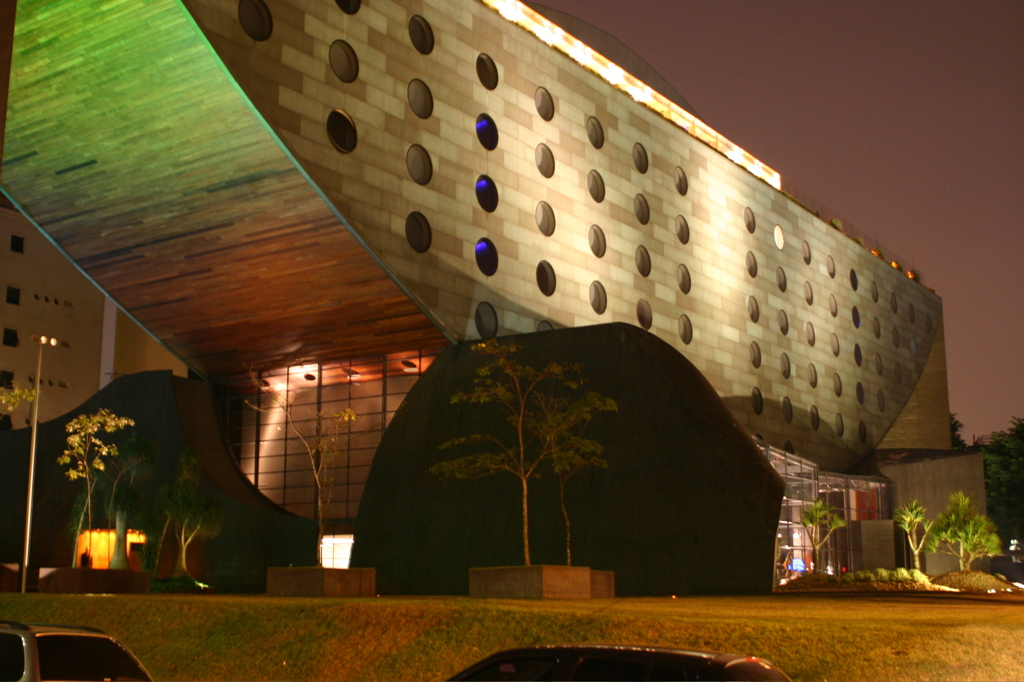
Hotel Unique, São Paulo